# 린네두발가락나무늘보
린네두발가락나무늘보는 남부두발가락나무늘보라고도 한다. 이 동물은 베네수엘라, 가이아나 등 아마존 강 북부의 열대우림에 서식하며, 홀로살고, 나무 위에서 살며, 야행성이다. 그리고 수영을 할 줄 알기 때문에 강이나 계곡을 건널 수 있다. 린네두발가락나무늘보의 천적은 인간, 부채머리독수리, 벼슬독수리와 같은 대형 육식 새와 재규어, 퓨마, 오셀롯과 같은 고양이과 동물, 아나콘다 다.